# Eidalimus minutus
Eidalimus minutus är en tvåvingeart som först beskrevs av Samuel Wendell Williston  1901.  Eidalimus minutus ingår i släktet Eidalimus och familjen vapenflugor. Inga underarter finns listade i Catalogue of Life.